# تييري لانغ
تييري لانغ هو عازف جاز وملحن وعازف بيانو سويسري، ولد في 1956 في Romont, Bern ‏ في سويسرا.

## وصلات خارجية
- تييري لانغ على موقع IMDb (الإنجليزية)
- تييري لانغ على موقع ميوزك برينز (الإنجليزية)
- تييري لانغ على موقع أول ميوزيك (الإنجليزية)
- تييري لانغ على موقع ديسكوغز (الإنجليزية)